# Hyperopisus bebe
Hyperopisus bebe es una especie de pez elefante en la familia Mormyridae endémica de Egipto, Etiopía y Sudán; constituye la única especie en su género, estando dividida además en dos subespecies. Puede ser encontrada en diversos sistemas hídricos al norte de África —incluyendo el delta Omo del Turkana y las cuencas del Senegal, Volta, Níger, Chad y Nilo—; cabe indicar que junto al Cyphomyrus discorhynchus, habita a lo largo del Nilo-Sudán. De acuerdo a la IUCN, su estado de conservación puede catalogarse en la categoría de «menos preocupante (LC o LR/lc)».
Alcanzan un largo aproximado de 51 cm y se alimentan de pequeños moluscos, principalmente de carácter inmaduro.

## Subespecies
- Hyperopisus bebe bebe (Lacépède, 1803)
- Hyperopisus bebe occidentalis Günther, 1866